# Let the Peoples Sing
Let the People Sing (LTPS) és un concurs coral internacional organitzat per la Unió Europea de Radiodifusió (UER-EBU). Va ser fundat l'any 1961 per la BBC, originalment com una competició a nivell britànic. Des del 1966, el concurs va assolir una dimensió internacional, amb participants escollits per les diverses emissores de la UER.

## Categories
El concurs té tres categories:
- A: Cors joves (fins a 19 anys)
- B: Cors adults (sense límit d'edat)
- C: Cors infantils (fins a 15 anys)

La Silver Rose Bowl és el premi que es concedeix cada any al millor cor de la competició. Consisteix en una copa de grans dimensions que el cor guanyador haurà de custodiar durant dos anys, fins a traspassar-la al proper cor guanyador.

## Llista de guanyadors
Els guanyadors de la Silver Rose Bowl des de l'any 1961 són:
| Any              | Cor                                                     | Director del cor               | País d'origen |
| ---------------- | ------------------------------------------------------- | ------------------------------ | ------------- |
| Londres 1961     | Glasgow Phoenix Choir                                   |                                | Escòcia       |
| Londres 1962     | Barrhead Philomen Singers                               |                                | Escòcia       |
| Londres 1963     | Orpington Junior Singers                                | Sheila Mossman MBE             | Anglaterra    |
| Londres 1964     | Redhill Madrigal Singers                                |                                | Anglaterra    |
| Londres 1965     | Glasgow Phoenix Choir                                   |                                | Escòcia       |
| Londres 1966     | Orphei Drängar                                          | Eric Ericson                   | Suècia        |
| Londres 1967     | Orphei Drängar                                          | Eric Ericson                   | Suècia        |
| Londres 1968     | Rodna Pessen                                            |                                | Bulgària      |
| Londres 1969     | Mariakören                                              |                                | Suècia        |
| Londres 1970     | Louis Halsey Singers                                    |                                | Anglaterra    |
| Londres 1971     | Tapiolan Yhteiskoulun Kuoro                             |                                | Finlàndia     |
| Londres 1972     | NRK Jentekor                                            | Marie Foss                     | Noruega       |
| Londres 1973     | Gara Iskar Cultural Center Chorus                       |                                | Bulgària      |
| Londres 1973     | Ifjúsági Egyetemi Chorus                                |                                | Hongria       |
| Londres 1974     | ELTE Béla Bartók Chorus                                 |                                | Hongria       |
| Londres 1975     | Norwegian Radio Girls' Choir                            | Marie Foss                     | Noruega       |
| Londres 1976     | Ontario Youth Choir                                     |                                | Canadà        |
| Londres 1977     | Veszprém Város Vegyeskara                               |                                | Hongria       |
| Londres 1978     | Franz Liszt Chamber Chorus                              |                                | Hongria       |
| Londres 1979     | Exeter College Choir                                    |                                | Anglaterra    |
| Londres 1979     | Marktoberdorf Large Chamber Choir                       |                                | RFA           |
| Londres 1980     | Candomino                                               |                                | Finlàndia     |
| Londres 1980     | Váci Vox Humana                                         |                                | Hongria       |
| Londres 1981     | NRK Studio Chorus                                       | Marie Foss                     | Noruega       |
| Londres 1982     | Stockholm Motet Choir                                   |                                | Suècia        |
| Colònia 1983     | "Julia Banyai" Elementary School Choir                  | Katalin Weiser-Kiss            | Hongria       |
| Colònia 1984     | Frankfurt Chamber Chorus                                | Hans Michael Beuerle           | RFA           |
| Colònia 1985     | Bergen Cathedral Choir                                  | Magnar Mangersnes              | Noruega       |
| Colònia 1986     | Gösta Ohlin Vocal Ensemble                              | Gösta Ohlin                    | Suècia        |
| Hèlsinki 1987    | Chamber Chorus of the Franz Liszt Music Academy, Weimar | Gerd Frischmuth                | RDA           |
| Hèlsinki 1987    | Hollabrunn Chamber Chorus                               | Herbert Böck                   | Àustria       |
| Colònia 1988     | Bergen Cathedral Choir                                  | Magnar Mangersnes              | Noruega       |
| Hèlsinki 1989    | Phoenix Chamber Choir                                   | Cortland Hultberg              | Canadà        |
| Colònia 1990     | Jubilate                                                | Astrid Riska                   | Finlàndia     |
| Colònia 1990     | Konzertchor Darmstadt                                   | Wolfgang Seeliger              | Alemanya      |
| Hèlsinki 1991    | Balsis                                                  | Maris Kupcs and Kaspar Putnins | Letònia       |
| Colònia 1992     | New Zealand National Youth Choir                        | Karen Grylls                   | Nova Zelanda  |
| Vancouver 1993   | Universitetskoret Lille MUKO                            | Jesper Grove Jørgensen         | Dinamarca     |
| Manchester 1995  | Norwegian Soloists' Choir                               | Grete Helgerud                 | Noruega       |
| Brussel·les 1997 | Det Jyske Kammerkor                                     | Mogens Dahl                    | Dinamarca     |
| Budapest 1999    | Embla                                                   | Norunn Illevold Giske          | Noruega       |
| Londres 2001     | Choir of the Latvian Music Academy                      | Arvids Platpers                | Letònia       |
| Londres 2003     | Pro Musica                                              | Dénes Szabó                    | Hongria       |
| Colònia 2005     | Children's Chorus of the Tallinn Music High School      | Ingrid Kõrvits                 | Estònia       |
| Wuppertal 2007   | Schola Cantorum                                         | Tone Bianca Dahl               | Noruega       |
| Oslo 2009        | Girls' Choir of the Classical Diocesan Gymnasium        | Helena Fojkar Zupancic         | Eslovènia     |
| Salford 2011     | The Swedish Chamber Choir                               | Simon Phipps                   | Suècia        |
| Luxemburg 2013   | Cor Infantil Amics de la Unió de Granollers             | Josep Vila i Jover             | Catalunya     |
| Múnic 2015       | Aarhus Pigekor                                          | Helle HØyer Vede               | Dinamarca     |
| Hèlsinki 2017    | Collegium Musicale                                      | Endrik Üksvärav                | Estònia       |
| Barcelona 2019   | Barbaros                                                | Jonas Rasmussen                | Dinamarca     |

Els anys 1973, 1979, 1980, 1987 i 1990 la Silver Rose Bowl es va concedir ex aequo.

## Història
La història de la competició es pot dividir en quatre etapes:
- 1961-1965. El concurs, organitzat per la BBC, s'orienta només a cors britànics.
- 1966-1989. La competició s'obre a cors internacionals. El 1983 se'n fa càrrec la ràdio d'Alemanya (com a part del ARD) amb seu a Colònia, i l'any següent la seu del concurs és Hèlsinki a Finlàndia. Durant aquests anys, s'envien enregistraments al jurat, que escull el millor cor en cada categoria i una creu-categoria Cor en un programa de ràdio. En aquell moment, no hi havia una emissió del concurs.
- 1989-2001. El 1989, el concepte canvia i el concurs passa a celebrar-se cada dos anys. A l'abril, el jurat internacional selecciona els millors cors per a la final, que es porta a terme al mes d'octubre. La preselecció del jurat es fa a partir d'enregistraments d'estudi de ràdio. La final es retransmet, però, per a través de satèl·lit. Els cors participants cantaven des del seu país d'origen i el jurat es trobava en l'emissora central per deliberar. I tot el concurs era transmès a les institucions participants.
- Des de l'any 2001. L'any 2001 el concurs torna a canviar-se altra vegada. Els finalistes són convidats a un concert que organitza l'emissora que transmet la final. La competició s'està transformant en un festival amb molts altres concerts i un programa social. Això comporta que la UER ha d'invertir despeses en l'organització de l'esdeveniment i, per això, els cors s'han de costejar les seves despeses de desplaçament. Tampoc hi ha premi en metàl·lic per als cors guanyadors.